# Régis Morelon
Régis Morelon (Panissières, 15 giugno 1941) è un religioso, storico della scienza e orientalista francese, appartenente all'Ordine dei domenicani. È specializzato nella storia della scienza araba e, in particolare, dell'astronomia.

## Biografia
Régis Morelon è un religioso domenicano, specializzato nella storia dell'astronomia e delle altre scienze arabe. Nel 1987 ha ottenuto un incarico presso il Centro di storia della scienza e delle filosofie arabe del CNRS francese, al quale seguì nel 2002 la nomina alla direzione dell'Istituto Domenicano di Studi Orientali del Cairo.

## Pubblicazioni
- Régis Morelon, « L'astronomie arabe orientale (VIIIe et XIe siècles) », dans Régis Morelon et Roshdi Rashed (dir.), Histoire des sciences arabes : T.1, Astronomie, théorique et appliquée, Seuil, 1997, p. 35-69
  - « Panomarama général », p 31.
- Roshdi Rashed et Régis Morelon (dir.), Histoire des sciences arabes, vol. III (376 p.) : Technologie, alchimie et science de la vie, Paris, éditions du Seuil, 1997, 3 vol., p. 240-242.
- (en) Régis Morelon et Roshdi Rashed (dir.), Encyclopedia of the History of Arabic Science, vol. 3, Routledge, 1996 (ISBN 0415124107)
- Régis Morelon et Roshdi Rashed (dir.), Encyclopedia of the History of Arabic Science, Routledge, 1996 (ISBN 0415124107)
- Al-Ghazâlî : Le livre du licite et de l'illicite (Kitâb al-halâl wa-l-harâm), introduction, traduction de l'arabe et notes Régis Morelon, Paris, Vrin, 1981, XVIII+339 p. (Collection "Études musulmanes", XXV) ; seconde édition revue et corrigée, Paris, Vrin, 1991, 208 p.
- Œuvres d'astronomie de Thābit ibn Qurra, édition du texte arabe, traduction française et commentaire Régis Morelon, Paris, Les Belles Lettres, 1987, 650 p. (CXLV+321+168+XV), (Collection "Sciences et philosophie arabes — Textes et Études").
- avec Maurice Bucaille, Larbi Kechat : Le développement de la science arabe à Bagdad à partir du IXe siècle, 1995.
- Al-abb Ǧūrǧ Šiḥātaẗ Qanawātī al-dūminīkānī / bi-išrāf al-abb Rīǧīs Mūrlūn wa Hānī Labīb, 1998.
- Karine Chemla, Régis Morelon et André Allard, « La tradition arabe de Diophante d'Alexandrie : à propos de quatre livres des Arithmétiques perdus en grec retrouvés en arabe », L'antiquité classique, vol. 55, no 1, 1986, p. 351-375 (DOI 10.3406/antiq.1986.2193)
- Max Lejbowicz (dir.), Jean Celeyrette, John Tolan, Jean Jolivet, Abdelali Elamrani-Jamal, Marie-Geneviève Balty-Guesdon, Régis Morelon, Louis-Jacques Bataillon et Sten Ebbesen, L'Islam médiéval en terres chrétiennes : Science et idéologie, Villeneuve-d'Ascq, Presses universitaires du septentrion, coll. « Les savoirs mieux », 2009, 176 p. (ISBN 978-2-7574-0088-3,http://bsa.biblio.univ-lille3.fr/couverture-lejbowicz.htm[collegamento interrotto])